# Villa Rivero
Villa Rivero är en ort i Bolivia.   Den ligger i departementet Cochabamba, i den centrala delen av landet, 170 km norr om huvudstaden Sucre. Villa Rivero ligger 2 889 meter över havet och antalet invånare är 671.
Terrängen runt Villa Rivero är kuperad åt sydost, men åt nordväst är den platt. Närmaste större samhälle är Punata, 9,0 km norr om Villa Rivero.
Trakten runt Villa Rivero består i huvudsak av gräsmarker. Runt Villa Rivero är det glesbefolkat, med 13 invånare per kvadratkilometer.